# Emma Færge
Emma Skou Færge (født 6. december 2000) er en kvindelig dansk fodboldspiller der spiller forsvarspiller for Fiorentina i Serie A og har tidligere spillet for U/16, U/17 og U/19 landshold. Den 12. juni 2022 fik hun debut for det danske A-landshold i en testkamp mod Østrig. Hun har tidligere også spillet for HB Køge og Kolding Q i Elitedivisionen og Vildbjerg i 1. division.
Hun skrev i juli 2023 under på en tre-årig kontrakt med den italienske storklub Fiorentina i Serie A frem til sommeren 2026.